# Kenora Thistles

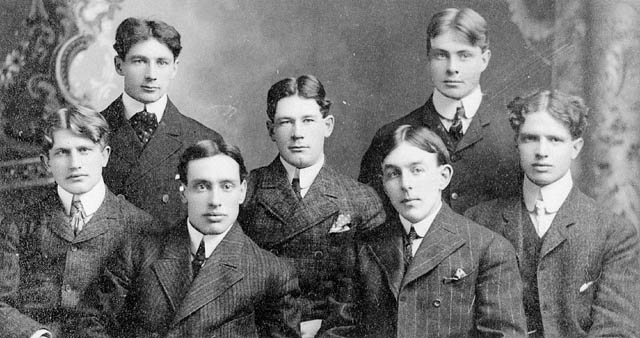
Kenora Thistles 1905–06. Från vänster till höger: Billy McGimsie, Matt Brown, Roxy Beaudro, Tommy Phillips, Eddie Giroux, Tom Hooper och Si Griffis.

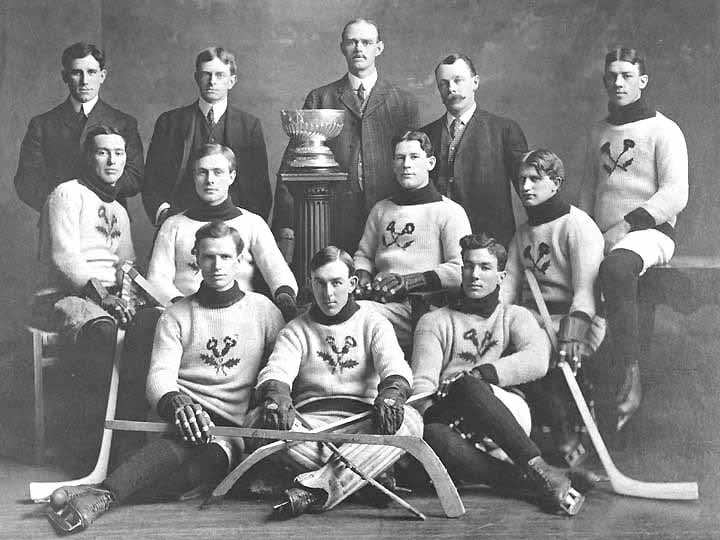
Kenora Thistles med Stanley Cup 1907. Översta raden: Russell Phillips, J. F. McGillvary, James Link och Fred Hudson. Mellanraden: Roxy Beaudro, Tom Hooper, Tommy Phillips, Billy McGimsie och Joe Hall. Främre raden: Si Griffis, Eddie Giroux och Art Ross.

Kenora Thistles var ett kanadensiskt ishockeylag i Kenora, Ontario, som spelade på amatörnivå i Manitoba & Northwestern Hockey Association och Manitoba Hockey Association och sedan professionellt i Manitoba Professional Hockey League. Kenora Thistles vann Stanley Cup i januari 1907 efter att ha besegrat Montreal Wanderers över två matcher.

## Historia
Kenora Thistles grundades 1885 i Kenora, som då hette Rat Portage, som Rat Portage Thistles av en grupp skogshuggare, guldvaskare och gruvarbetare från området runt Lake of the Woods i nordvästra Ontario. 
1903 utmanade Rat Portage Thistles Ottawa Senators om Stanley Cup men förlorade med 2-0 i matcher. 1905 spelade Thistles åter igen mot Senators om Stanley Cup men förlorade med 2-1 i matcher. Laget skulle dock inte ge sig och i januari 1907 utmanade man om Stanley Cup en tredje gång, denna gången under det nya namnet Kenora Thistles. Thistles vann de två matcherna mot Montreal Wanderers med 4-2 och 8-6 för en sammanlagd måldifferens på 12-8. Kenora hade 1907 en befolkning på omkring 4 000 vilket gör den till den minsta staden som vunnit Stanley Cup.
I mars 1907, endast två månader efter Stanley Cup-segern, utmanades Thistles om bucklan av Montreal Wanderes. Wanderers vann första matchen med 7-2 och trots att Thistles vann den andra matchen med 6-5 vann Wanderes Stanley Cup med en sammanlagd måldifferens på 12-8. Snart därefter skulle Thistles tappa de flesta av sina spelare som antingen gick till andra lag eller slutade spela ishockey och säsongen 1907–08 upplöstes laget.
Laget återkom sedan i ny tappning och 1940 vann Thistles Abbott Cup efter att ha besegrat Edmonton Athletic Club.

### Kenora Thistles 1907
Spelartruppen som vann Stanley Cup i januari 1907: Eddie Giroux, Si Griffis, Roxy Beaudro, Tom Hooper, Billy McGimsie, Russell Phillips, Tommy Phillips, Art Ross och Joe Hall.